# De Funiak Springs, Florida
De Funiak Springs är en stad (city) i Walton County, i delstaten Florida, USA. Enligt United States Census Bureau har staden en folkmängd på 5 177 invånare (2010) och en landarea på 35,6 km². De Funiak Springs är huvudort i Walton County.